# Міларепа

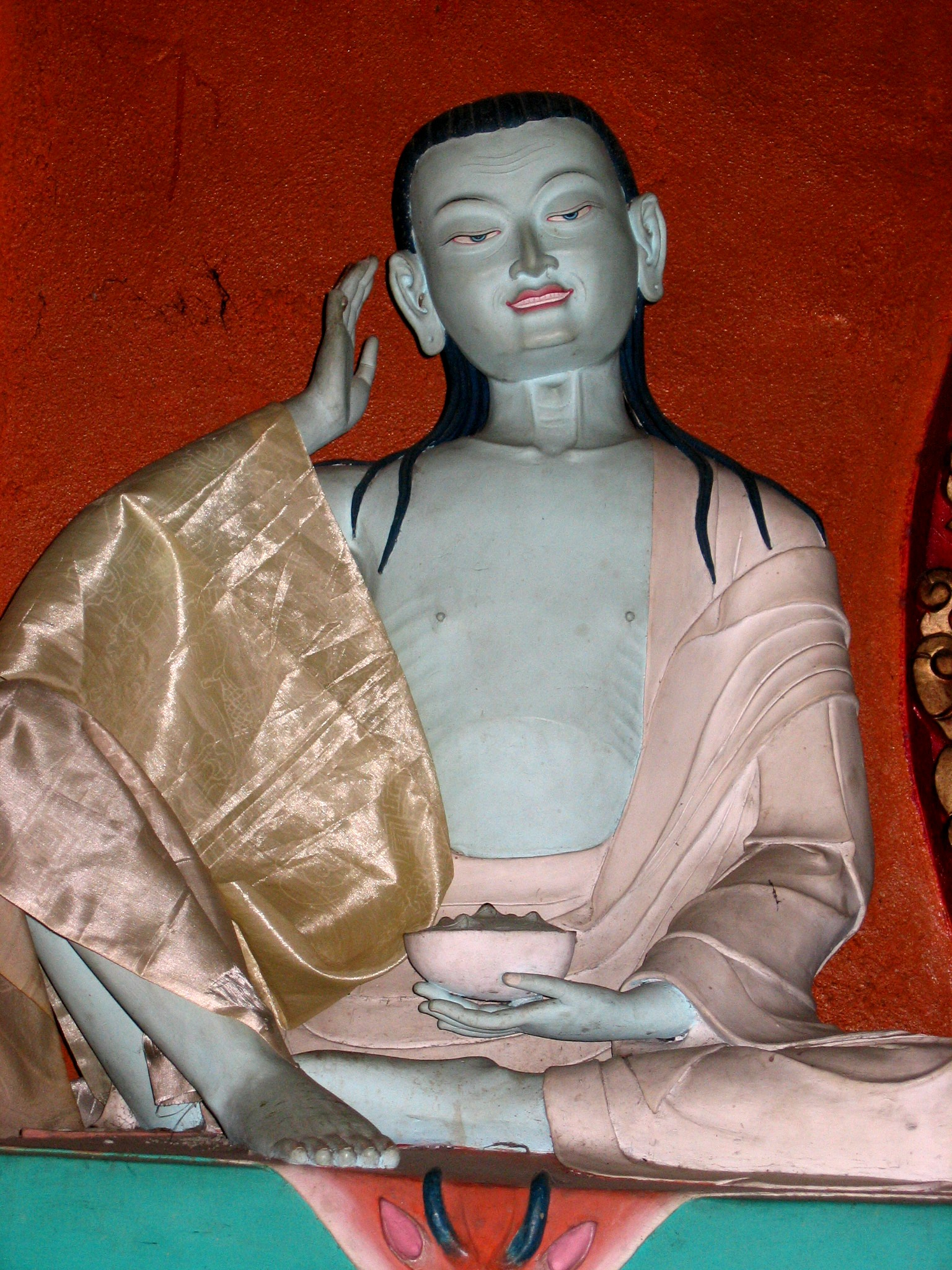
Статуя Міларепи у монастирі Міларепа-Гомпа у долині Геламбу, Зона Багматі, центральний Непал

Джецун Міларепа (тиб. རྗེ་བཙུན་མི་ལ་རས་པ [Rje-btsun Mi-la-ras-pa], 1028/40–1111/23, 1051-1135, 1052—1135) — вчитель тибетського буддизму, відомий йог-практик, поет, автор багатьох пісень та балад, що до сьогодні відомі у Тибеті, просвітлений. Один із засновників школи Каг'ю. Його вчителем був Марпа Лоцава, більш відомий як Марпа-перекладач.

## Біографія
Біографію Міларепи можна знайти у багатьох джерелах.
Він народився у заможній та процвітаючій тибетській родині, селі К'я Нгаца, також відоме як Тса, в провінції Гунфан, Західний Тибет. Його назвали Міла Топага (тиб. [Thos-pa-dga]), що означає «Радість почути». Його сімейне ім'я, Джозеї, вказує на благородне походження з клану Хюнгпо або Орла.
Коли його батько раптово помер, будинок, землі та усе майно привласнив його дядько та тітка, які дуже зневажливо та жорстоко ставились до Міларепи і його матері. Не в змозі терпіти знущання, він за настановою матері пішов навчатися магії, щоб помститися рідні, дядькові та тітці. Пізніше, коли дядько влаштував велике свято, Міларепа за допомогою чаклунства обвалив дах будинку, внаслідок чого загинуло 35 людей, однак дядько та тітка врятувалися. Після цього випадку жителі селища почали ставитися до його сім'ї ще жорсткіше, тож Міларепа викликав велику грозу, щоб знищити врожай.
Дуже швидко юний Міларепа зрозумів, що помста не є вірним шляхом, він почав шукати вчителя, його спрямували до Марпи-перекладача. Коли майбутній учень став на прямий шлях щоб прийти до вчителя, Марпа побачив сон — де йому принесли великий твердий діамант для огранування, який після обробки став стовпом світла яке було видно в усіх куточках. Підтвердженням віщого сну був сон дружини Марпи, яка бачила гору, вершина якої сяяла дуже яскраво і далеко, заповнюючи світлом увесь простір та були ще дві чи три менші вершини, які теж сяяли.
Марпа, згідно описів, зустрів Міларепу на одинці в полі, обробляючи землю (для того часу це було вкрай незвичне заняття для духовного лідера). Вони познайомились, вчитель залишив учня із завданням обробити визначену ділянку землі. Міларепа вступив у дім Марпи лише після того, як завершив завдання. Однак стосунки виявились між ними набагато складнішими ніж перша зустріч.

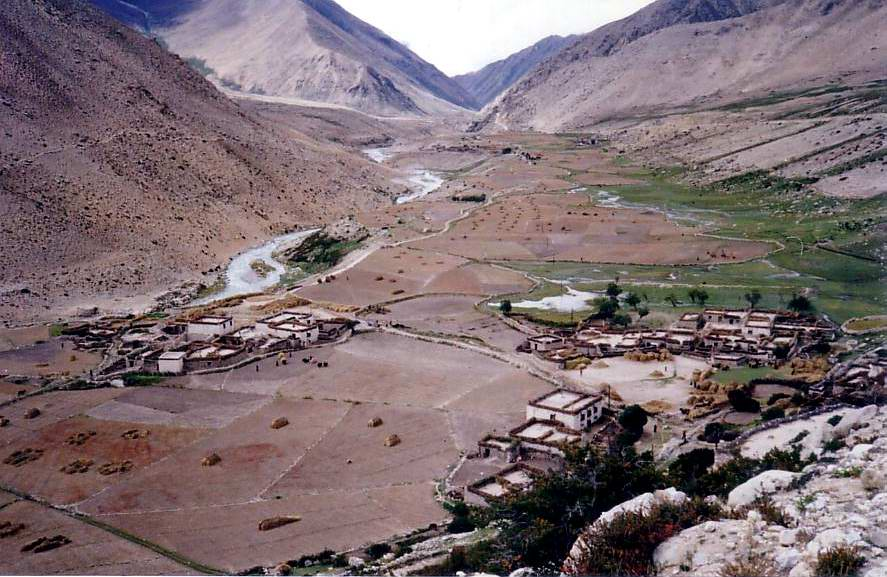
Гомпа з Печери Міларепи, 1993

До Міларепи Марпа навмисно ставився надмірно суворо, примушував його робити важку роботу та відмовлявся давати буддистські посвяти. Міларепа будував будинки, до яких Марпа увесь час прискіпувався та змушував руйнувати і будувати знову спочатку.
Через те, що Марпа відмовлявся навчати Міларепу, останній почав благати дружину Марпи та його учнів, намагаючись вплинути на Марпу для того, щоб отримати посвяту та повчання. Після багатьох жорстких відмов, Міларепа вирішив покинути Марпу. Та коли він покинув житло свого вчителя, склались обставини та доброчинні думки, через які Міларепа повернувся, щоб попрощатись з дружиною Марпи та його учнями, які підтримували його ризикуючи відчути гнів вчителя. В цей момент Марпа все-таки погодився здійснити посвяту, яку здійснив та дав усні настанови з медитації, світобудови та Мандали, шести йогам Наропи та інші. І хоч надмірно суворе ставлення видавались всім оточуючим несправедливим, Марпа дав пояснення про кармічні корені його дій щодо Міларепи, метою яких було очищення від тяжких провин. А доброчинні і співстраждальні дії учнів та дружини перешкодили повному очищенню, наслідком чого стане незавершена медитація і учень покине вчителя в покликах до рідного дому.
Прибуття додому лише посилить усвідомлення «ілюзорності» придбань матеріального, а на шляху обітниці не покидати печеру задля медитації, він зазнає серйозної небезпеки для свого життя від рідної тітки, а потім і дядька.
Промедитувавши дванадцять років, Міларепа досягнув стану ваджрахари (повного просвітлення). Про Міларепу кажуть, що він перший, хто досягнув такого високого рівня за одне життя.
У сорокап'ятирічному віці він зупинився у печері Дракар Тасо (зуб коня білої скелі), а також став мандрівним вчителем. Міларепа засвоїв численні практики медитації та йогічні практики, які передав своїм учням.
В Міларепи було бачення, де дакиня, зелена дівчина з золотим волоссям сказала, що в його серці лотоса буде вісім пелюсток (учнів серця).
Його найвідомішими учнями були Речунґ(місяцеподібний учень) та Гампопа(сонцеподібний учень). Гампопа став його основним наступником та розвинув його традицію.
Цікавим та загадковим є біографічний опис коли прийшов час величного йогіна «покидати тіло»(помирати).
Через учня Наропи, Марпу, Шість йог Наропи були принесені в Тибет і широко поширилися в буддійських школах «Традиції нового перекладу» — Сакья, Каг'ю і Гелуг, де Міларепа відіграв важливу роль.

## Легенди
Існує багато легенд про тибетського Святого Міларепу.
До прикладу, є легенда про подолання вершини великої гори.
Одного дня Джецюн дійшов до величезної гори (Кайлас або Еверест) та вирішив здійснити медитацію в цій місцині. Проте, йому завадив один із величних монахів традиції Бон Наро-Бен-чунг, який забороняв медитувати у печері. Вони довго протиставляли один одному свої надвміння, однак сильнішого з них не виявилось. Тоді Міларепа запропонував ранкове змагання, хто перший із сходом сонця підніметься на вершину гори, той вважатиметься переможцем. Та хоч монах піднімався на своєму «чарівному бубні» злітаючи у повітря та випереджаючи Джецюна, разом із першими промінням сонця Міларепа ступив на вершину гори. Від несподіванки Монах впав, однак не загинув. На місці падіння монаха утворилась величезна розщілина. З того часу, в околицях гори дозволено медитувати усім буддистам, незалежно від школи.

## Місця медитації
Гуру Міларепа власним прикладом демонстрував важливість і фізичну складність медитації. В біографії Гампопи, описано випадок, коли під час чергових настанов, гуру оголив свої сідниці, які були усі в затверділостях і омозоліннях «…від сидіння на каменистій землі без подушки…».
Міларепа медитував в горах, усамітнено. Найчастіше це були печери. Ці місця є причиною паломництва, в першу чергу, для буддистів, але не тільки. За історичними оглядами, йогін медитував по «гірському Тибету».

### Історичні місця
З історичної точки, в описі біографії самого Міларепи можна знайти перелік печер у яких він медитував та рекомендував там медитувати усім хто практикує дхарму:
Шість відомих печер в скелях на величезній висоті:
1. Драгкар-Тасо-Юма-Дзонг (Центральний Замок-Печера в Скелі, Білий, як Зуби Коня),
2. Мінкх'ют-Дрібма-Дзонг (Замок, що Розташований в Тіні Брів),
3. Лінгва-Драгмар-Дзонг (Твердиня з Червоного Камня),
4. Рагма-Чангчуп-Дзонг (Бездоганна Твердиня Раґма),
5. К'янг-Пхан-Намкха-Дзонг (Твердиня Неба, Прикрашена Знаменням),
6. Драгк'я-Дордже-Дзонг (Незламна Твердиня з Сірого Камня).

Шість внутрішніх нікому невідомих печер (що знаходяться в скелях на величезній висоті):
1. Чонглунг-Кх'юнгі-Дзонг (Замок Чонглунг-Кх'юнг),
2. Кхуджук-Енпа-Дзонг (Замок Одинокої Зозулі),
3. Шелпхуг-Чушінг-Дзонг (Подорожниковий Замок Кришталевої Печери),
4. Бєкце-Дейєн-Дзонг (Замок Смачної Капусти),
5. Цігпа-Кангтхіл-Дзонг (Замок Підошви Кам'яної Гори).

Шість суттєво таємних печер, що знаходяться в скелях на величезній висоті:
1. Г'ядрак-Намкха-Дзонг (Небесний Замок, Виповнений Знаками що Вселяють Трепіт),
2. Тагпхуг-Сєнге-Дзонг (Левячий Замок Тигриної Печери),
3. Байпхуг-Мамо-Дзонг (Замок Прихованої Печери),
4. Лапхуг-Пема-Дзонг (Лотосовий Печерний Замок),
5. Лангно-Лудют-Дзонг (Замок Нагів Сонячих Дверей)
6. Трог'ял-Дордже-Дзонг (Замок Переможної Бронзової Ваджри).

Існує ще дві інші печери: К'їпхуг-Н'їма-Дзонг (Сонячний Замок Щасливої Печери) и Потхо-Напкха-Дзонг (Замок Неба Загострених Верхівок).
Чотири добре відомі великі печери:
1. Ньянам-Трепа-Пхуг (Печера в Ньянамі Схожа до Шлунку),
2. Лапчі-Дютдюл-Пхуг (англ. Du-dul Phug) (Печера, що Знаходиться на Лапчі, де Були Поереможені Демони, англ. Cave of Subjugation of Mara)[15],
3. Брін-Бріче-Пхуг (Печера за Формою Язика Самки Яка) в Брині,
4. Тісе-Дзу-Трюл-Пхуг (Печера на Горі Кайлас).

Чотири таємні великі печери:
1. Цайї-Кангцу-Пхуг, або Кангцу-Пхуг в К'янга-Ца (Печера в К'янга-Ца, в якій Міларепа ступив на шлях відданого служіння (згідно наведеного джерела знаходилась позаду родового будинку Міларепи)),
2. Едсал-Пхуг (Печера Ясного Світла) в Рене,
3. Завог-Пхуг (Шовкова Печера) в Рала,
4. Пхурен-Пхуг (Голубина Печера) в Кутханзі.

### Сьогодення
Як видно з історичного переліку, не усі місця медитації відкриті для загалу. Певна частка печер зазнали змін з плином часу, деякі печери та прихистки називають по різному, хоч мова йде фактично про одне й теж місце.
Серед відомих загалу печер, де медитував величний йогін та які можна віднайти сьогодні, є наступні:
- 11 км від м. Ньялам, Тибетський автономний район, КНР (англ. Cave of Jetsun Milarepa)[17]
- англ. Shya-khung, коло селища Брага, районний центр Мананґ, Непал[18][19]
- В околицях Кайласа є 4 печери. Одна з них, печера Міларепи, розташована на південному сході від Кайласа поруч зі священною стежкою[20][21][22][23]
- На схід від гори Ті-Се(один із піків Кайласу) знаходиться таємна печера Вічного А-Ті. Вхід в печеру має вигляд букви «ОМ». Всередині печера залита світлом. Печера Вічного А-Ті — це печера Зутрул-Пхуг (Zuthrul Phug) або Печера Магічних Сил, також звана печерою Міларепи[24]
- Ермітаж Міларепи, печери регіону Лапчі: Du-dul Phug (англ. Cave of Subjugation of Mara), Ze Phug (англ. Crest Cave), Bepa Gong Phug (англ. Revelation of All Secrets Upper Cave), Bepa Og Phug (англ. Revelation of All Secrets Lower Cave), Rechen Phug, and Lungten Phug (англ. Prophesied Cave of the Great Forest)[15]
- Такцанг-лакханг — монастир в Бутані. Він розташований в дзонгхаґу Паро поруч з містом Паро і висить на скелі висотою 3120 м над рівнем моря, на 700 м над рівнем долини Паро. Там є печера де медитував Падмасамбхава та Міларепа.
- На Стежці Джомолхарі, Бутан, через пів дня переходу від військового поста Тхангтхангка стежка доходить до «храму Джомолхарі»(гора Джомолхарі). Храм знаходиться на висоті 4150 м, поблизу знаходяться печери, в яких медитували Міларепа і Лорепа.

## Історичний контекст
Міларепа жив під час так званого другого розповсюдження Буддизму в Тибеті (X—XII ст.), коли Буддизм був знову запроваджений. Були три основні фігури цієї тибетської епохи Відродження:
- Рінхен Зангпо (958—1055, Lochen Rinchen Zangpo чи Mahaguru), який перекладав сутри, тантри та коментарі;
- Атіша (982—1054), учень Дромттона заснував школу тибетського буддизму Кадам (буддизм)[en];
- Марпа Перекладач (Марпа Лоцава), вчитель Міларепи, якого вважають студентом Наропи. Марпа ввів у Тибет тантричні тексти та усні вказівки з бенгальської традиції сіддг[25], Марпа означив зв'язок з Наропою встановивши родовід школи Каг'ю, тим самим повертаючись до самого Будди.[25][26]

## Мантра Міларепи
В буддизмі існує усна традиція, за якої кожен великий Просвітлений вчитель є носієм мантри, що пов'язана з цим вчителем.
Згідно джерел є кілька варіацій мантри Гуру Міларепи, транслітерація:
- oṃ āḥ guru hasa vajra sarva siddhi hūṃ

ОМ АХ ГУРУ ХАСА ВАДЖРА САРВА СІДДХІ ХУМ
- oṃ āḥ guru hasa vajra hūṃ

ОМ АХ ГУРУ ХАСА ВАДЖРА ХУМ
- oṃ āḥ guru hasa vajra sarva siddhi phala hūṃ

ОМ АХ ГУРУ ХАСА ВАДЖРА САРВА СІДХІ пФАЛА ХУМ
- тиб. ...[ДЖЕ МІЛА ЖЕПА ДОРДЖЕ ЛА СОЛВА ДЕП СО][30]

## Перевтілення
Перевтіленням Міларепи вважають Цанньйон Херука (1452—1507), майстра Каґ'ю, біографа ґуру Міларепи, який настільки розширив дані про Джецуна, що «одного бачення Міларепи недостатньо» для опису деталей.

## Галерея

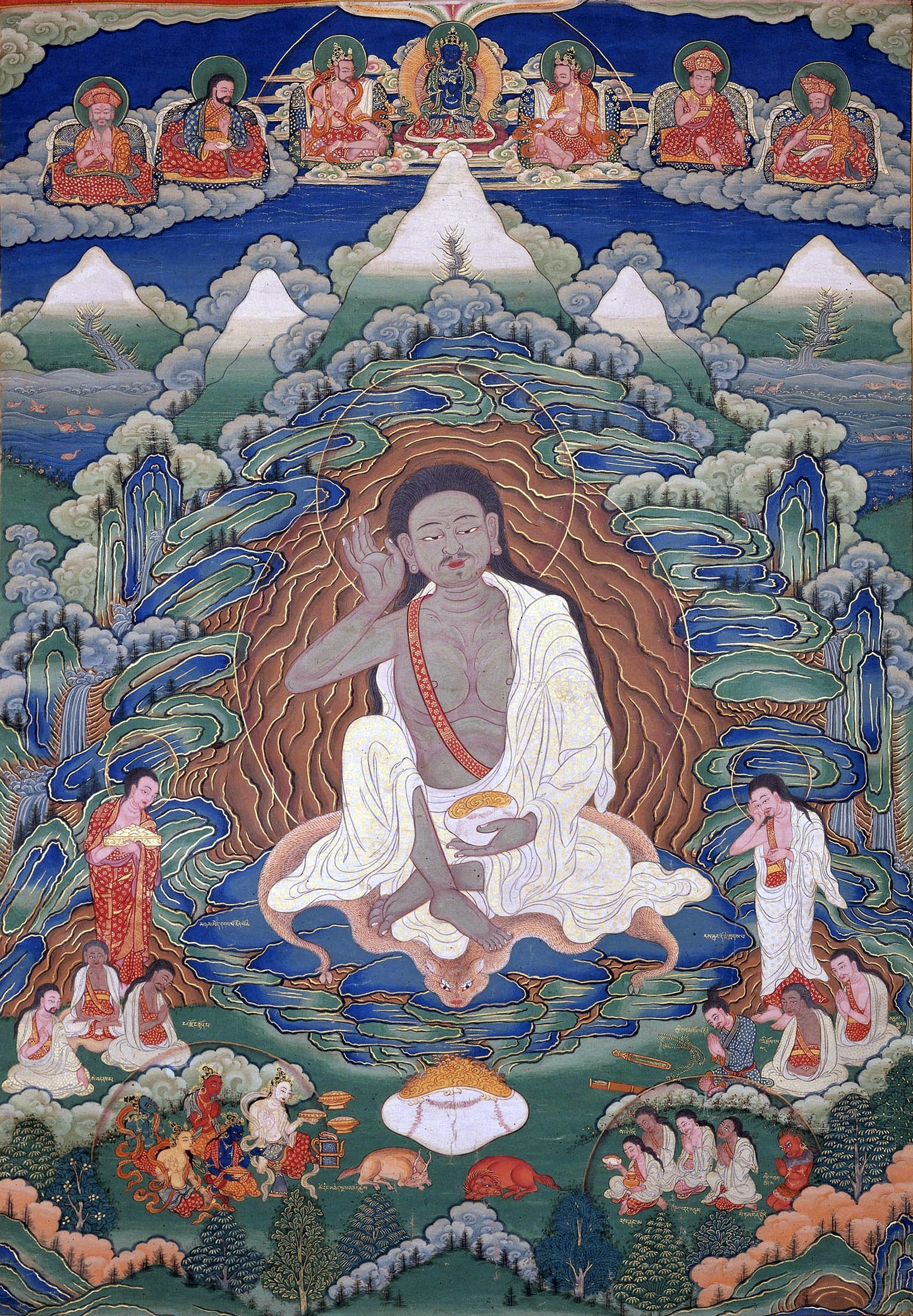
Бутанська тхангка із зображенням Міларепи (1052-1135), закінчення XIX-го сторіччя, Dhodeydrag Gonpa, Thimphu, Бутан
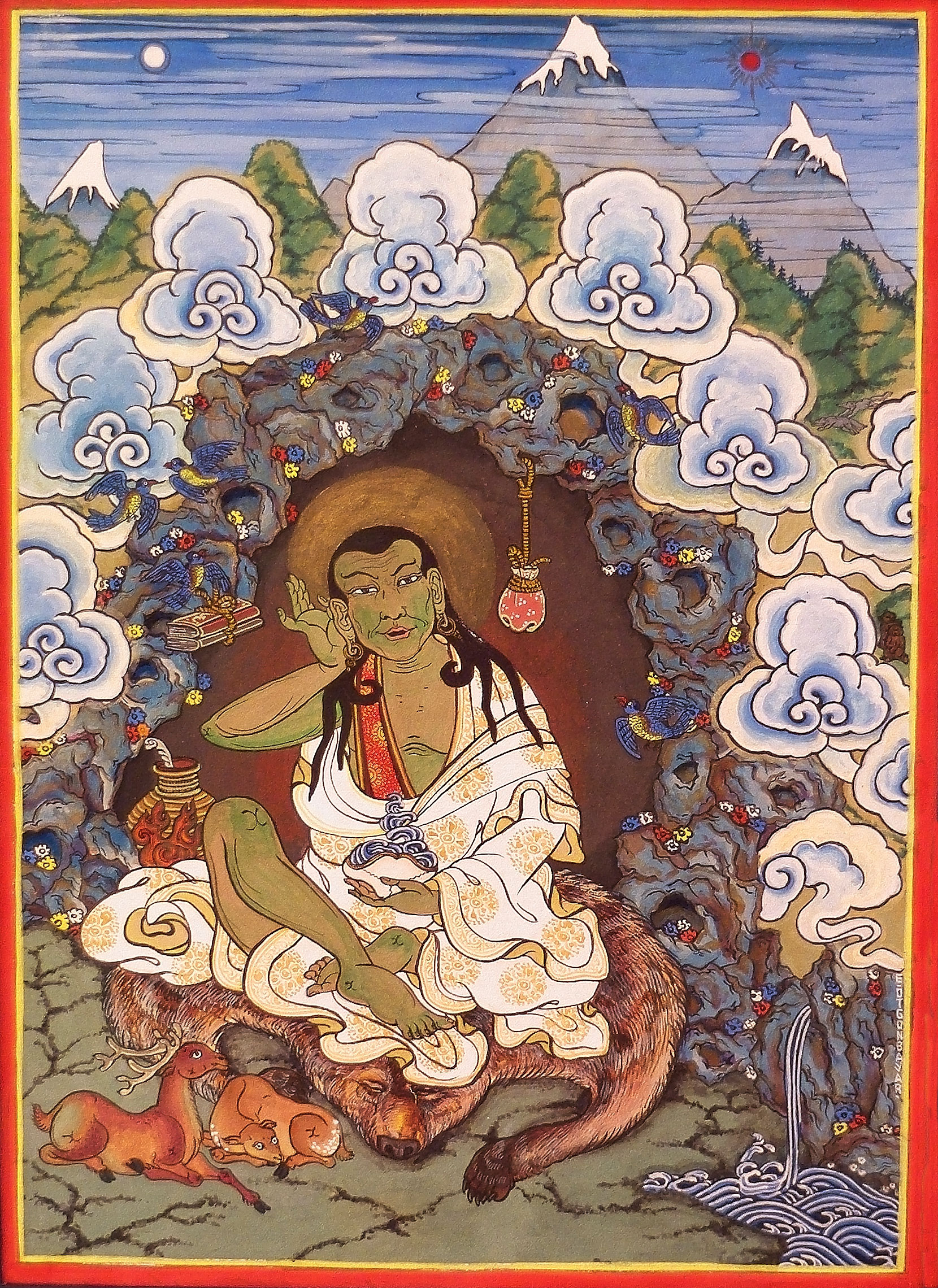
Міларепа, зображення на бавовні, темпера, 21x30 cm, 2008 Otgonbayar Ershuu
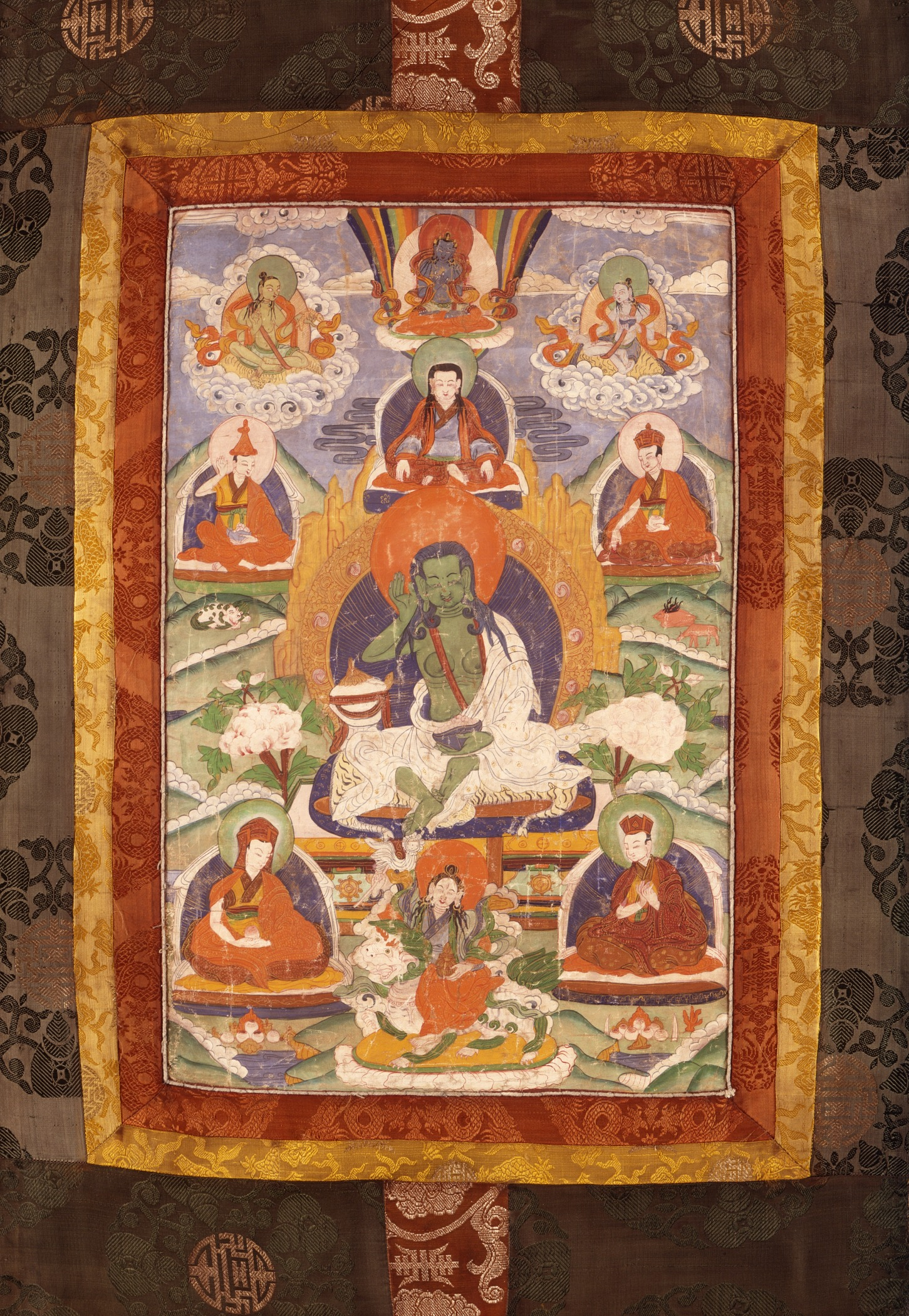
Тибетська або Непальська тхангка з зображенням Міларепи, XIX сторіччя, мінеральні фарби та золото на бавовняній тканині.
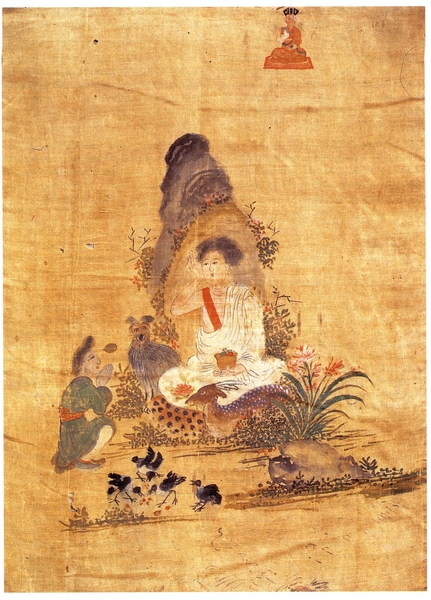
Міларепа намальований 10-им Кармапою(Chöying Dorje), XVII сторіччя
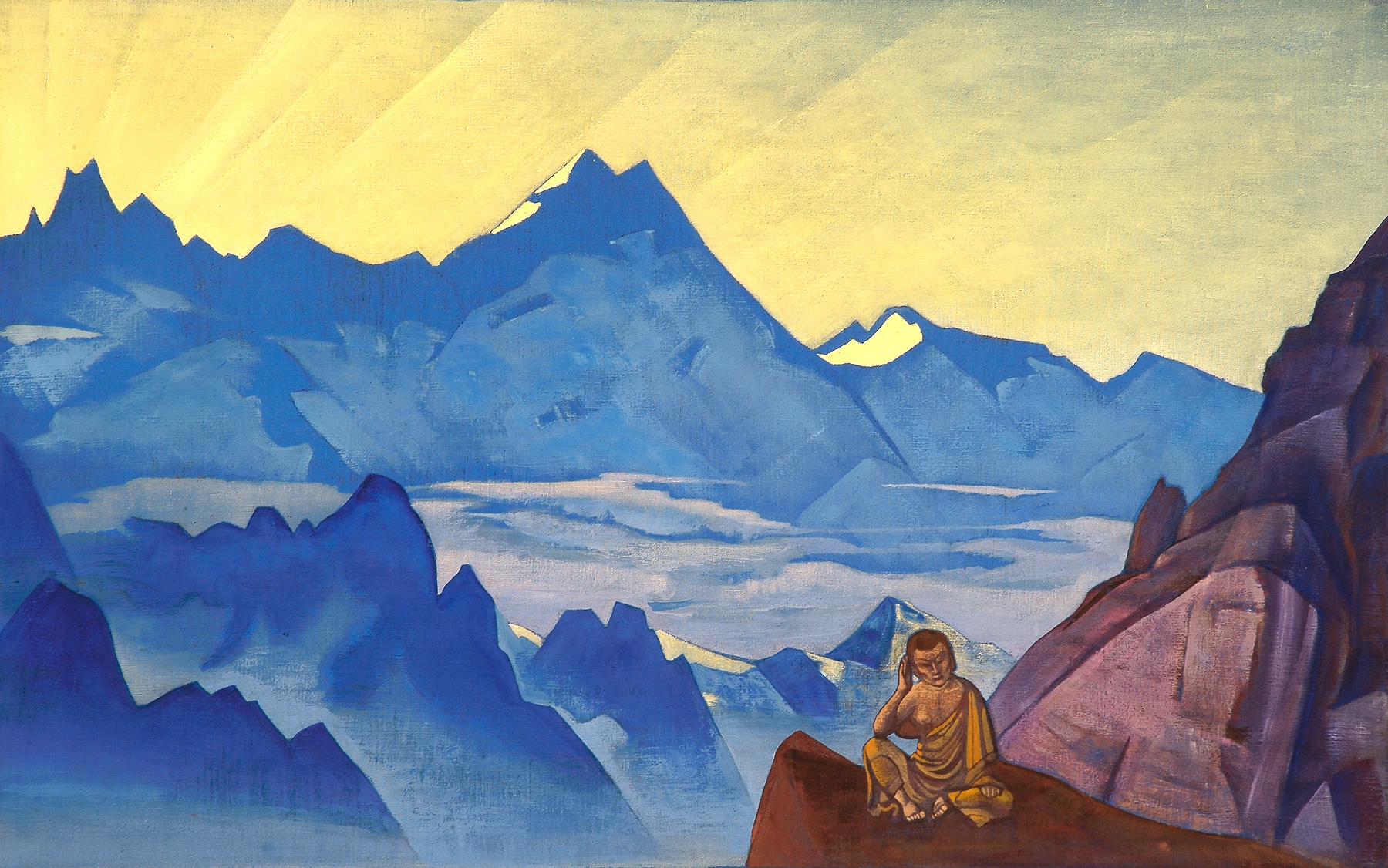
Міларепа, той що Почув, 1925(М.К.Реріх "Міларепа почув". Із серії "Прапори Сходу". Полотно, темпера. 153,5x107 см. Музей М.К.Реріха, Нью-Йорк.)